# Shōhei Katō
Shōhei Katō (加藤翔平?, Katō Shōhei; ...) è un giocatore di football americano e allenatore di football americano giapponese che gioca come quarterback per i Tainai Deers.